# Maria Lalande
Maria Adelaide Lalande (Salgueiro do Campo, Castelo Branco, 7 de Novembro de 1912 — São Domingos de Benfica, Lisboa, 21 de Março de 1968) foi uma atriz portuguesa.

## Família
Nasceu a 7 de novembro de 1912, na freguesia de Salgueiro do Campo, Castelo Branco, filha do médico José Inocêncio Lalande (Salgueiro do Campo, Castelo Branco, 27 de junho de 1887 — Santa Maria de Belém, Lisboa, 4 de agosto de 1947) e de sua mulher Virgínia das Dores e Silva Lalande (Vila Franca de Xira, 29 de junho de 1881 — Sacramento, Lisboa, 7 de junho de 1934). Neta paterna de Manuel Martins de Azevedo e de Ana Adelaide Lalanda de Azevedo, materna de Joaquim da Silva e Leonor da Assunção Silva. 
O seu pai casaria novamente após a morte da esposa, vítima de doença neurológica, em Agosto de 1935, com Júlia Augusta Gomes (1902–1987), natural de Albufeira, de quem se divorcia em 1944. Decorridos três anos, falece atropelado por um comboio, em Belém.
Alterou oficialmente o seu último nome Lalanda para "Lalande, assim como seu pai, que modificou o nome para José Inocêncio Lalande.

## Biografia
Aluna distinta do Conservatório Nacional, onde frequentou os cursos de Arte de Representar e Dança. Concluído o Conservatório em Teatro e Dança logo se estreou no Teatro da Trindade, em A Cova da Piedade, ao lado de Adelina Abranches, no ano de 1928. Maria Lalande integra a companhia Amélia Rey-Colaço-Robles Monteiro onde permanecerá longos anos.
Devido à sua aparência, encarna a figura da ingénua dramática desta companhia. Participa em Romance de Sheldon, Carochinha de Schwalbach, Frei Luís de Sousa entre outros, revelando grande talento para esta área artística, sendo A Ascensão de Joaninha (1944) de Gerhart Hauptmann o seu maior êxito. Após esta peça, Maria Lalande recusa um convite de Hauptmann para ir para a Alemanha. Nesse mesmo ano António Lopes Ribeiro e o seu irmão Ribeirinho (de quem teria uma filha, Maria Manuela Lalande Lopes Ribeiro), tomam o Teatro da Trindade e fundam "Os Comediantes de Lisboa" levando à cena um reportório cheio de novidades e de grande qualidade. Maria Lalande, tal como muitos outros grandes actores, junta-se a esta nova companhia. Aí representa Pigmaleão, Miss Bá e Bâton, entre outros. 
A companhia finda e Lalande não volta ao D. Maria, optando por percorrer outros teatros (Variedades e o Maria Vitória, por exemplo). É aí que, entre 1952 e 1953 representa A Hipócrita, de Emlyn Williams e O milagre da rua, de Costa Ferreira.
O ano de 1955 é marcado pela sua presença no Teatro d’Arte de Lisboa, destacando-se em A casa dos vivos e Yerma, após o que fica sem trabalhar durante uns anos. Em 1965, a propósito das comemorações do centenário de Gil Vicente, é convidada para fazer o Auto da Alma no Teatro de S. Carlos e com encenação de Almada Negreiros.
No ano seguinte integra com outros actores a Companhia Portuguesa de Comediantes, no teatro Villaret, fazendo-se notar em As raposas de Lillian Hellman e Verão e fumo de Tennessee Williams. Por fim, no Teatro S. Luiz, representa, apesar de já estar doente, a Bernarda de António Marinheiro — peça de Bernardo Santareno e com a qual se despede dos palcos.
Teve assinalável desempenho nas peças Casa das Bonecas de Henrik Ibsen, A Dama das Camélias de Alexandre Dumas, Pigmalião de Bernard Shaw, Electra e os Fantasmas de Eugene O'Neill, O Caso do Dia de Tennessee Williams, Jangada de Bernardo Santareno, entre outras.
No cinema participou em Lisboa, Crónica Anedótica (1930, de José Leitão de Barros), Campinos do Ribatejo (1932, de António Lopes Ribeiro), A Rosa do Adro (1938, de Chianca de Garcia), Fátima Terra de Fé (1943, de Jorge Brum do Canto) e Não há rapazes maus (1948, de Jorge García Maroto e João Mendes).
De Clotário Luís Supico Ribeiro Pinto teve outra filha, Isabel Maria Supico Pinto (Lisboa, 26 de outubro de 1942), casada civilmente em São Paulo, em 9 de junho de 1976 com Vasco Maria Vasques da Cunha de Eça da Costa e Almeida, 3.º Visconde de Maiorca, de quem foi segunda mulher, sem geração, e com geração de Francisco Pinto Balsemão. 
Maria Lalande nunca casou com nenhum dos seus companheiros, tendo morrido com o estado civil de solteira. Residia na Rua do Salitre, número 185, 3.º andar esquerdo, da freguesia lisboeta de São Mamede. Faleceu a 21 de março de 1968, aos 55 anos, vítima de cancro do estômago, na Casa de Saúde da Cruz Vermelha Portuguesa em São Domingos de Benfica, Lisboa. Foi primeiramente sepultada no Talhão dos Artistas do Cemitério dos Prazeres, sendo depois trasladada, em 1975, para o cemitério da Guia, em Cascais.

## Prémios e Homenagens
O seu nome faz parte da Toponímia de: Almada; Barreiro (Freguesia do Lavradio); Cascais (Freguesia de São Domingos de Rana); Castelo Branco; Lisboa (Freguesia de Benfica, Edital de 31/01/1978, ex-Rua D do Bairro das Pedralvas); Montijo; Seixal (Freguesia de Fernão Ferro) e de Sesimbra. 
Foi-lhe atribuído, em 1966, o Prémio Lucília Simões de melhor intérprete feminino de teatro declamado, pelo seu desempenho em As Raposas de Lilian Helmet. 
O escultor Joaquim Correia esculpiu em 1940 o seu busto. 

## Teatro
No teatro interpretou várias personagens, entre elas:
- Rosa em A Rosa Enjeitada de D. João da Câmara
- Elizabeth Barrett em Miss Ba
- Fanny em Fanny de Marcel Pagnol
- Eliza em Pigmalião de Bernard Shaw
- Nacinha em Batôn de Alfredo Cortez
- Electra em Electra e os Fantasmas [18][19]
- Camilo e Fanny de Manuela de Azevedo [4]
- Mensageira dos deuses de Giraudoux
- Margarida Gautier em A dama das camélias de Alexandre Dumas, filho [18]
- Um dia de vida
- Pedro, feliz de Marcel Achard
- Vendaval de Virgínia Vitorino[18]
- Maria Rita de Mariana Monteiro[18]

## Filmografia
Participou como actriz nos seguintes filmes: 
- Lisboa, Crónica Anedótica de Leitão de Barros, 1930 [4]
- Campinos do Ribatejo de António Lopes Ribeiro, 1932
- A Rosa do Adro de Chianca de Garcia, 1938 [21]
- Fátima Terra de fé de Brum do Canto, 1943
- Não Há Rapazes Maus de Eduardo Maroto, 1948

## Ligações Externas
- 1968 III – I Parte: inclui reportagem sobre a morte da actriz Maria Lalande